# Honor Smith
Pour les articles homonymes, voir Smith.
Honor Mildred Vivian Smith (13 novembre 1908 - 18 janvier 1995) est une neurologue britannique spécialisée dans le traitement de la méningite tuberculeuse. Elle est connue pour la création de l'unité dédiée au soin de cette affection à Oxford, qu'elle dirige de 1948 à 1971, et est nommée OBE en 1962. 

## Biographie
Honor Smith naît à Chigwell, Essex. Elle est la sixième des sept enfants de Vivian Smith, banquier et 1er baron Bicester, et de Lady Sybil Mary McDonnell, fille de William Randal McDonnell, 6e comte d'Antrim. Elle est éduquée par des tuteurs privés. Elle a une passion pour la chasse, inspirée par son père, mais au lieu de devenir maître de chiens de chasse à Bicester, elle décide de poursuivre une carrière en médecine, influencée par sa mère. Elle s'inscrit à la London School of Medicine for Women, dirigée alors par Florence Barrett (en), une amie de sa mère. Elle obtient un BSc en 1937 et poursuit ses études au Royal Free Hospital, où elle fait la connaissance d'Alice Stewart. Elle y obtient son Bachelors of Medicine and Surgery en 1941.

## Carrière professionnelle
Honor Smith commence sa carrière médicale à l'hôpital Elizabeth Garrett Anderson à Londres. Elle s'installe ensuite à Oxford, où elle travaille pour l'unité des lésions nerveuses périphériques d'Herbert Seddon. En 1943, elle travaille dans l'unité de neurochirurgie de Hugh Cairns à l'hôpital Radcliffe où elle commence son corpus de recherches sur la méningite. Elle est la première à utiliser la pénicilline intrathécale pour traiter la méningite à pneumocoque. En 1948, elle obtient une bourse de recherche de la Fondation Rockefeller au Boston Children's Hospital. Elle obtient son doctorat en médecine la même année, après son retour à Oxford. 
Plus tard, Honor Smith devient neurologue consultante et établit une unité pour traiter la méningite tuberculeuse à l'hôpital Churchill. Elle est lecteur en médecine à l'Université d'Oxford de 1954 à 1961 et devient membre honoraire du St Hugh's College d'Oxford. En 1959, elle se rend au Maroc à la demande de l'Organisation mondiale de la santé pour enquêter sur une flambée de paralysie due à la contamination de l'huile de cuisson par du phosphate d'orthocrésyle. Elle est nommée officier de l'ordre de l'Empire britannique en 1962 pour son travail sur le traitement de la méningite tuberculeuse et est élue membre du Collège royal de médecine en 1965.   
Après sa retraite en 1971, Honor Smith vit dans le Herefordshire. Elle développe une insuffisance cardiaque et meurt le 18 janvier 1995 à l'âge de 86 ans.

## Publications
- Honor V. Smith et P. Daniel, « Some clinical and pathological aspects oftuberculosis of the central nervous system », Tubercle, vol.28, n°4, avril 1947, p. 64-80, [lire en ligne].